# Listă de filme italiene din 2006
Aceasta este o listă de filme italiene din 2006:

## Lista
| 2006                                             |                    | |                |                                                        |
| L'Orchestra di Piazza Vittorio                   | Agostino Ferrente  | | Documentary    | About immigrant musicians in Rome                      |
| The Caiman (Il caimano)                          | Nanni Moretti      | Silvio Orlando, Margherita Buy, Jasmine Trinca, Michele Placido, Giuliano Montaldo, Nanni Moretti                                                     |                | 6 David di Donatello, entered at Cannes                |
| Anche libero va bene                             | Kim Rossi Stuart   | Kim Rossi Stuart, Barbora Bobulova, Alessandro Morace, Marta Nobili, Stefano Busirivici                                                               | Drama          |                                                        |
| Il regista di matrimoni                          | Marco Bellocchio   | Sergio Castellitto | Drama          | Screened at the 2006 Cannes Film Festival              |
| Night Before The Exams (Notte prima degli esami) | Fausto Brizzi      | Giorgio Faletti, Cristiana Capotondi, Nicolas Vaporidis, Sarah Maestri, Chiara Mastalli, Andrea De Rosa, Eros Galbati, Elena Bouryka, Valeria Fabrizi | Teen Comedy    | Great success. Remade in France as Nos 18 ans (2008).  |
| The Golden Door (Nuovomondo)                     | Emanuele Crialese  | Charlotte Gainsbourg, Vincenzo Amato | Emigrant Drama | Venice awards                                          |
| La Stella che non c'è                            | Gianni Amelio      | Sergio Castellitto | Drama          |                                                        |
| La terra                                         | Sergio Rubini      | Fabrizio Bentivoglio, Paolo Briguglia, Massimo Venturiello, Emilio Solfrizzi, Sergio Rubini, Giovanna Di Rauso, Claudia Gerini, Alisa Bystrova        | Drama          |                                                        |
| La Sconosciuta                                   | Giuseppe Tornatore | Kseniya Rappoport, Michele Placido, Claudia Gerini, Margherita Buy, Pierfrancesco Favino, Piera Degli Esposti, Alessandro Haber, Ángela Molina        | Thriller       | 5 David di Donatello. 2 Awards at Moscow Film Festival |
| The Family Friend (L'amico di famiglia)          | Paolo Sorrentino   | Giacomo Rizzo, Fabrizio Bentivoglio, Laura Chiatti, Gigi Angelillo                                                                                    | Drama          |                                                        |
| '                                                |                    | |                |                                                        |